# Colapesce (cantante)
Colapesce, pseudonimo di Lorenzo Urciullo (Solarino, 6 settembre 1983), è un cantautore, polistrumentista e produttore discografico italiano.
Dal 2020 ha intrapreso una collaborazione artistica con il cantautore Antonio Di Martino, con il quale ha formato il duo Colapesce Dimartino; insieme, hanno partecipato al Festival di Sanremo 2021 con il brano Musica leggerissima, classificandosi quarti e ottenendo ben cinque dischi di platino; con lo stesso brano hanno vinto il premio SIAE ai Power Hits Estate. Il sodalizio si è ripetuto in gara sul palco dell'Ariston anche nell'edizione 2023, presentandosi con l'inedito Splash, che ha concluso la manifestazione canora al decimo posto della graduatoria e si è aggiudicato il Premio della Critica "Mia Martini" e il Premio Sala Stampa Radio-TV-Web "Lucio Dalla".

## Biografia
Lorenzo Urciullo, che già era stato leader del gruppo Albanopower, attivo con l'alias The Last Merendina, e del trio Tempestine e successivamente parte del progetto Santiago insieme ad Alessandro Raina (Amor Fou), nel 2010 lancia il progetto solista Colapesce per la produzione dell'EP Colapesce. Il nome scelto per il progetto è un riferimento alla siciliana leggenda di Colapesce, rielaborata in occasione dell'uscita dell'EP da Angelo Orlando Meloni.
Il 27 gennaio 2012 esce per 42 Records (distribuzione Audioglobe) l'album di debutto Un meraviglioso declino. L'album viene registrato a Lecce e a Milano e vanta la collaborazione di numerosi artisti, tra cui Giuseppe Sindona, Toti Valente (Albanopower), Francesco Cantone (già Tellaro), Alessandro Raina e Roy Paci. Con questo album, Colapesce vince la Targa Tenco 2012 come "migliore opera prima". Dall'album è tratto il singolo Satellite interpretato da Colapesce insieme alla cantante napoletana Meg. Sempre con la cantante napoletana affronterà nel periodo di gennaio-febbraio 2013 un tour di otto date dal nome Bipolare Tour 2013. In aprile esce il video di Talassa, colonna sonora dell'omonimo documentario di Gianluca Agati. Nell'ottobre 2013 esegue in acustico le canzoni dell'album nel mini-tour Concerto disegnato, accompagnato dai disegni dal vivo di Alessandro Baronciani.
Nello stesso 2012 si aggiudica il premio "Fuori dal Mucchio" (assegnato dal mensile Il mucchio selvaggio) per il "Miglior esordio". Sempre nel 2012 collabora con i liguri Numero6 alla canzone Un mare, contenuta in Dio c'è. Nel gennaio-febbraio 2013 intraprende il Bipolare Tour 2013, una serie di 8 date con Meg, accompagnati da Alessandro Quintavalle e Mario Conte. Il 25 gennaio 2013 pubblica per 42Records un doppio CD dal titolo Un meraviglioso declino Deluxe, contenente 32 brani tra cui l'inedito Anche oggi si dorme domani, la versione di Satellite cantata con Meg e il brano Talassa per la prima volta inciso. Il 5 marzo 2013 viene pubblicato il video di Anche oggi si dorme domani, diretto da Giacomo Triglia. Collabora inoltre col supergruppo Il Fratello nell'album Cos'ha che il mio mondo non ha. Il 27 novembre 2014 pubblica il suo nuovo singolo Maledetti italiani. Il videoclip del brano è realizzato dal collettivo catanese Ground's Oranges con la regia di Zavvo Nicolosi.
Il 7 gennaio 2015 viene annunciato il nuovo album Egomostro in uscita il 4 febbraio. Il secondo singolo estratto dopo Maledetti italiani è L'altra guancia. Il disco è stato prodotto dallo stesso Colapesce con Mario Conte. Nel giugno dello stesso anno pubblica con Alessandro Baronciani la graphic novel La distanza, della quale scrive la storia e i dialoghi. Pochi mesi più tardi i due replicano il mini-tour Concerto disegnato già portato dal vivo nel 2013. Il 5 settembre 2017 pubblica il singolo Ti attraverso, primo estratto dal nuovo album, Infedele pubblicato il 27 ottobre, anticipato di qualche giorno da un altro singolo, ossia Totale. All'album hanno collaborato tra gli altri Iosonouncane, Mario Conte, Fabio Rondanini e Gaetano Santoro. Il 20 dicembre 2017 viene pubblicato su YouTube il videoclip del singolo Sospesi, videoclip che vede la partecipazione dell'attrice Valentina Lodovini e dello stesso Colapesce. Nel 2018 prende il via il tour italiano ed europeo dell'album con oltre 50 date, ripercorso poi da un libro fotografico intitolato Colapesce & Infedele Orchestra, composto da 90 scatti a cura di Simone Cargnoni che ha immortalato i concerti, i momenti nei backstage e gli spostamenti.
Nell'estate 2018 lancia il brano Aiuta un danese, nato dalla proposta fatta da "Help a Dane", campagna voluta dal governo della Danimarca per la sensibilizzazione nei confronti del cancro alla pelle. Sempre nell'estate 2018 esce, per la collana "Cantautori del duemila" di Arcana, la sua biografia Maledetto italiano, scritta dal giornalista musicale Pierluigi Lucadei. Nel settembre 2018 esce l'EP Compendio Infedele, una raccolta che integra e completa il precedente album Infedele. Nell'aprile 2019 esce l'album Faber nostrum, disco tributo a Fabrizio De André in cui vari esponenti della musica italiana reinterpretano un brano del cantautore genovese. Colapesce partecipa realizzando la cover di La canzone dell'amore perduto, rilasciata come singolo di lancio.
È autore, insieme a Levante e Dimartino, del singolo Lo stretto necessario, uscito il 28 giugno 2019, che la cantante siciliana canta in duetto con Carmen Consoli. Il 5 giugno 2020 esce I mortali, disco congiunto di Colapesce e Dimartino, anticipato dai singoli L'ultimo giorno, Adolescenza nera, Rosa e Olindo e Luna araba, quest'ultimo realizzato con la collaborazione di Carmen Consoli. Il 17 dicembre 2020 Amadeus annuncia la partecipazione di Colapesce in coppia con Dimartino alla 71ª edizione del Festival di Sanremo con il brano Musica leggerissima, scritto dai due cantautori siciliani e prodotto da Federico Nardelli e Giordano Colombo. Il 6 marzo 2021 la coppia termina in quarta posizione il Festival di Sanremo, vincendo inoltre il Premio assegnato dalla sala stampa "Lucio Dalla". Tre anni dopo compone la colonna sonora del film Iddu che segna il ritorno da solista dopo la separazione da Dimartino.

## Discografia

### Da solista

#### Album in studio
- 2012 – Un meraviglioso declino
- 2015 – Egomostro
- 2017 – Infedele

#### Colonne sonore
- 2024 – Iddu - Sicilian Letters

#### EP
- 2010 – Colapesce
- 2012 – Nove cover
- 2018 – Compendio infedele
- 2020 – Off the Beach (5 Neil Young Songs Recorded at Home During the Lockdown)

#### Singoli
- 2012 – Satellite (con Meg)
- 2012 – Anche oggi si dorme domani
- 2014 – Maledetti italiani
- 2017 – Ti attraverso
- 2017 – Totale
- 2017 – Sospesi
- 2018 – Aiuta un danese
- 2019 – Immaginario (con Mace)
- 2021 – Cocoricò (con Samuel)
- 2024 – Felice chi non è ancora nato
- 2024 – La malvagità

#### Come ospite
- 2018 – Marginale (con Danti)
- 2021 – Ayauasca (con Mace e Chiello) da OBE
- 2024 – Zenzero (con Dente)
- 2025 – Ombre di città (con Ele A)

### Con Colapesce Dimartino
- 2020 – I mortali
- 2023 – La primavera della mia vita
- 2023 – Lux Eterna Beach

## Filmografia
- La primavera della mia vita, regia di Zavvo Nicolosi (2023) - attore, compositore della colonna sonora, soggettista e sceneggiatore
- Iddu - L'ultimo padrino,  regia di Fabio Grassadonia e Antonio Piazza (2024) - compositore della colonna sonora

## Videografia
- 2011 - Sere senza fine (regia di Giacomo Triglia)
- 2012 - S'illumina (regia di Federico Frascherelli)
- 2012 - Talassa (direzione di Angelo e Renzo Maltese)
- 2012 - Restiamo in casa (regia di Michele Bernardi e Federico Regoli)
- 2012 - Satellite (direzione di Francesco Meneghini and Umberto Nicoletti)
- 2012 - Oasi (direzione di Pino Caracciolo)
- 2013 - Anche oggi si dorme domani (regia di Giacomo Triglia)
- 2014 - Maledetti italiani (regia di Zavvo Nicolosi)
- 2014 - L'altra guancia (regia di Zavvo Nicolosi)
- 2017 - Totale (regia di Zavvo Nicolosi)
- 2018 - Maometto a Milano (regia di Zavvo Nicolosi)
- 2018 - Aiuta  un danese in Italia (regia di Maria Guidone e Giacomo Boeri)

## Formazione
Attuale
- Lorenzo Urciullo - voce, chitarra
- Mario Conte - tastiere, programming (2015-presente)
- Adele Nigro (alias Any Other) - sax, chitarra elettrica, voce (2017-presente)
- Gaetano Santoro - sax (2017-presente)
- Andrea Gobbi - basso (2017-presente)
- Giannicola Maccarinelli (alias Bonito) - batteria (2017-presente)

Ex membri
- Toti Valente - batteria (2011-2012)
- Francesco Cantone - tastiere, chitarra (2011-2012)
- Giuseppe Sindona - basso (2011-2012)
- Vincent Migliorisi - chitarra, cori (2012)
- Valerio Vittoria - chitarra (2012)
- Peppe Burrafato - batteria (2012-2013)
- Alfredo Maddaluno - batteria, drum machine, sintetizzatore, cori (2015)
- Giorgi Maccarinelli (alias Bruno Belissimo) - basso, cori (2015)

## Libri
- La distanza (con Alessandro Baronciani), BAO Publishing, 2015

- Maledetto italiano, di Pierluigi Lucadei, Arcana Edizioni, 2018